# Joe Dougherty
Joe Dougherty, all'anagrafe Joseph Tapley Dougherty (Missouri, 4 novembre 1898 – Los Angeles, 19 aprile 1978), è stato un doppiatore statunitense, noto per essere stato la voce originale del personaggio di Porky Pig fino al 1937.

## Biografia
Dopo aver frequentato la facoltà di medicina all'Università del Nebraska, dove faceva parte della confraternita Phi Gamma Delta, Dougherty fu assunto come doppiatore di Porky a partire dalla sua prima apparizione in Piccoli artisti (1935). Dougherty parlava con una balbuzie naturale che divenne il marchio di fabbrica del personaggio, ma la sua incapacità di controllarla fece crescere i costi del doppiaggio al punto che la Leon Schlesinger Productions fu costretta a sostituirlo con Mel Blanc. L'ultimo cortometraggio in cui Dougherty doppiò Porky fu Porky's Romance (1937). Nei due anni in cui lavorò per Schlesinger, Dougherty prestò la sua voce anche nel corto Into Your Dance (1935), e doppiò il padre di Porky nei corti del 1936 Porky the Rain-Maker e Milk and Money.
Dopo il suo licenziamento, Dougherty lavorò come comparsa fino agli anni cinquanta. Nel 1967 fece la sua ultima apparizione su schermo in un episodio della sitcom Pistols 'n' Petticoats. Morì nel 1978 a Los Angeles per un infarto, all'età di 79 anni.